# وزارة الشؤون الإسلامية والدعوة والإرشاد (السعودية)

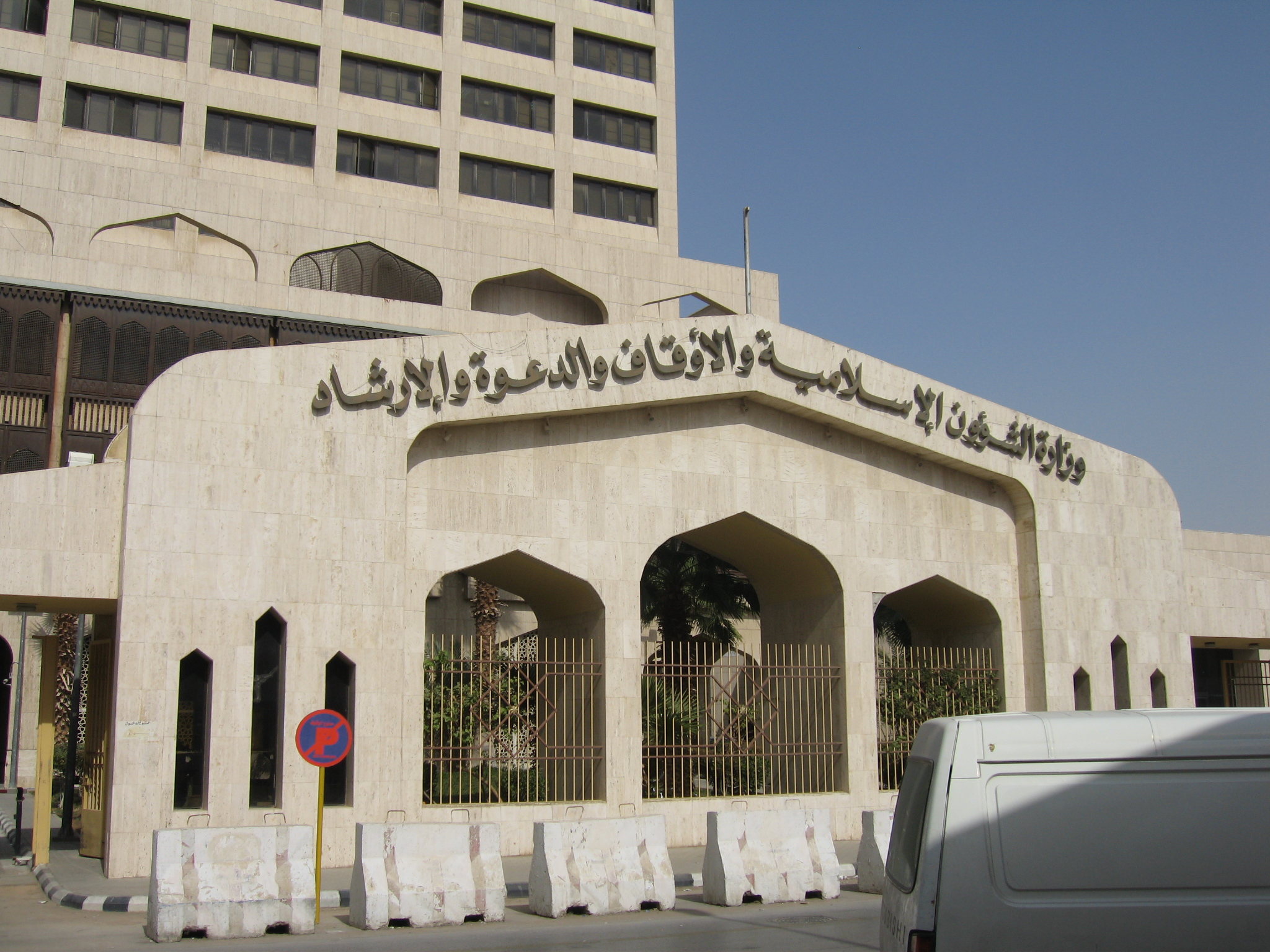
وزارة الشؤون الإسلامية والأوقاف والدعوة والإرشاد بالرياض

وزارة الشؤون الإسلامية والدعوة والإرشاد، تأسست في 20 محرم عام 1414هـ، تحت مسمى (وزارة الشؤون الإسلامية والأوقاف والدعوة والإرشاد)، وهي الوزارة المسؤولة عن جميع الشؤون الإسلامية بالمملكة العربية السعودية، وتتولى الإشراف على الأمور المتعلقة بالأوقاف الخيرية وتنمية أعيانها، وبشؤون المساجد والمصليات، والإشراف العام على مجمع الملك فهد لطباعة المصحف الشريف، وتنظيم المسابقات المحلية والدولية لحفظ كتاب الله وتلاوته وتجويده، والسنة المطهرة، إلى جانب الدعوة إلى الله في الداخل والخارج، والإشراف على المراكز الإسلامية، ومساعدة الأقليات والجاليات الإسلامية في الخارج والتنسيق مع الهيئات الإسلامية، ودعم الجامعات والمعاهد الإسلامية في الخارج، وإبراز جهود المملكة في دعم العمل الإسلامي، وبتاريخ 30 رجب 1437هـ، الموافق 7 مايو 2016م صدر أمر ملكي بتغيير اسمها إلى (وزارة الشؤون الإسلامية والدعوة والإرشاد)، ويتولى رئاستها الآن الدكتور عبد اللطيف بن عبد العزيز آل الشيخ.

## وزراء الشؤون الإسلامية والأوقاف والدعوة والإرشاد منذ تأسيسها
| الوزير                                  | الفترة                          |
| --------------------------------------- | ------------------------------- |
| الدكتور عبد الله بن عبد المحسن التركي   | 1414هـ إلى 1420هـ               |
| صالح بن عبد العزيز آل الشيخ             | 1420هـ إلى 1436هـ أُعفي من منصبه |
| سليمان أبا الخيل                        | 1436هـ - شهرين وثمانية أيام فقط |
| صالح بن عبد العزيز آل الشيخ             | 1436هـ عاد إلى منصبه 1436/4/9هـ |
| الدكتور عبداللطيف بن عبدالعزيز آل الشيخ | منذ 17 / 9 / 1439هـ             |

## أهداف الوزارة
- إبراز جهود المملكة في مجال العمل الإسلامي، ودعم المسلمين في الخارج
- العمل على رفع المستوى الفكري والعلمي للمسلمين في الخارج، وتأكيد هويتهم الإسلامية
- العمل على مساندة المسلمين في الخارج لتمكينهم من ممارسة شعائرهم الدينية وتأكيد حقوقهم
- العناية بالأقليات والجاليات الإسلامية في العالم
- الإسهام في دعم المشروعات والمعاهد الإسلامية لمختلف المراحل الدراسية.[4]

## قطاعات الوزارة
- الإدارة العامة للشؤون الإدارية والمالية
- إدارة المساجد والدعوة والإرشاد
- وكالة المطبوعات والبحث العلمي
- وكالة الشؤون الإسلامية
- وكالة التخطيط والتطوير[5]

## إشراف الوزارة على المكتبات
تُشرف الوزارة على عدد من المكتبات التاريخية من أهمها:
- مكتبة عارف حكمت

- المكتبة المحمودية

- مكتبة مسجد عبد الله بن العباس بالطائف أسس هذه المكتبة والي الحجاز التركي محمد رشدي الشرواني، وكان هذا الوالي يجيد اللغة العربية، وقد ضمت المكتبة 10 آلاف مجلد، منها 450 مخطوطاً.
- مكتبة الملك عبد العزيز بالمدينة المنورة

- مكتبة المدينة العامة تأسست في 1382هـ، وتختلف عن المكتبة العامة في المدينة المنورة التابعة لوزارة المعارف، ويبلغ عدد مجلداتها حوالي 4200 مجلد، وما يقارب من 178 مخطوط، وبها 4 من العاملين، وتقع في مبنى مكتبة الملك عبد العزيز.
- المكتبة العلمية الصالحية بعنيزة أسسها أمينها محمد بن عثمان القاضي في عام 1373هـ، وضم إليها بعض المكتبات الأخرى، وقد ضُمت إلى وزارة الحج والأوقاف في عام 1397هـ.[6]

## فروع الوزارة
في كل منطقة من مناطق المملكة الإدارية يوجد فرع لوزارة الشؤون الإسلامية يقوم بالدعوة إلى الله عن طريق رعاية المساجد، وتعيين الأئمة والخطباء المؤهلين فيها، وعن طريق المكاتب المتخصصة للدعوة والإرشاد في كل منطقة ومحافظة ومركز، وعن طريق رعاية الأوقاف وصرف غلالها في أوجه البر، وعن طريق حلقات القرآن الكريم التابعة للجمعيات الخيرية، وعن طريق المكاتب الدعوية التعاونية، وعن طريق مراكز توعية الجاليات.

## وصلات خارجية
موقع وزارة الشؤون الإسلامية والأوقاف والدعوة والإرشاد